# Wynalazca wieczności
Wynalazca wieczności – wydana w roku 1978 antologia radzieckich opowiadań science fiction. Książkę wydała Spółdzielnia Wydawnicza „Czytelnik” w ramach serii wydawniczej „Z kosmonautą”.

## Opowiadania
- Andriej Bałabucha – Syndrom Jansena
- Kirył Bułyczow – Miejsce dla smoka
- Dymitr De-Spiller – Przedziwna planeta Igwi
- Wiktor Kołupajew – Miłość do Ziemi
- Feliks Kriwin – Wynalazca Wieczności
- Olga Łarionowa – W tym samym miejscu
- Liliana Rozanowa – Przepowiadacz przeszłości
- Władimir Szczerbakow – "Bawiliśmy się pod twoim oknem..."
- Władimir Szczerbakow – Czytelnik
- Aleksander Żytinski – Efekt Brumma